# مقاطعة بيري (ميزوري)
مقاطعة بيري (بالإنجليزية: Perry County)‏ هي إحدى المقاطعات في ولاية ميزوري في الولايات المتحدة الأمريكية.